# Loureedia
Loureedia là một chi nhện trong họ Eresidae.

## Hình ảnh

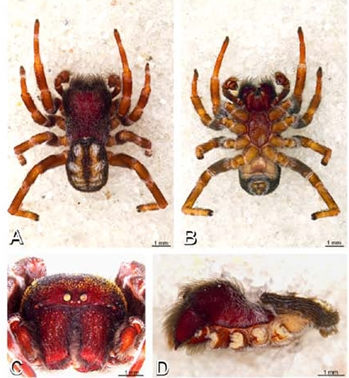
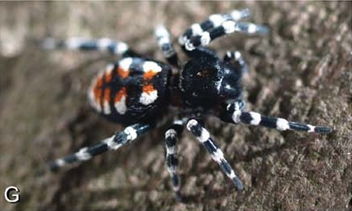
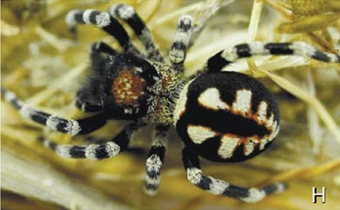